# Бети Куртис
Бети Куртис (рођена као Роберта Корти, 21. март 1936. - 15. јун 2006.) била је италијанска поп пјевачица. 

## Биографија
Рођена је 21. марта 1936. године у Милану, у коме је провела и своје детињство. У раној младости почела је да се бави певањем да би ју 1958. године открио Теди Рено. Прва песма коју је објавила била је обрада песме "With All My Heart" коју је извела са Оркестром Франка Писана. 
1959. године дебитује на фестивалу у Санрему са три песме. Све три песме су јој се пласирале у финале, а највећи успех доживљава песма коју је извела са Вилмом Де Анђелис под називом "Nessuno". 1960. се враћа на фестивал овај пут у дуету са Мином са песмом "Non sei felice", али не пролази у финале. 
1961. заједно са Луцианом Тајолијем је извела песму "Al di là"  на фестивалу у Санрему. Однијели су побједу па је Бети Куртис добила прилику да са песмом "Al di là" представља Италију на шестој Песми Евровизије која је те године одржана у Кану. Била је петопласирана са 12 освојених бодова. 
1962. се такође по четврти пут заредом вратила на Санремо фестивал са две песме, од којих се "Buongiorno Amore" изведена са Џонијем Дорелијем пласирала у финале, а "Il cielo cammina" изведена са Луцијаном Тајолијем се није пласирала у финале фестивала. 1965. поново се такмичила на Санремо фестивалу, овај пут са песмом "Invece no". Њену изведбу песме "Chariot" искористио је Мартин Скорсезе за филм "Добри момци" из 1990. године. 1991. снимила је дванаест до тад необјављених песама под називом "Aquiloni al vento". 
2004. године се појавила као специјални гост у Фиореловој емисији "Stasera pago io". Умрла је послије дуге болести, на клиници у Леку 15. јуна 2006. године.